# Microsoft GIF Animator
Microsoft GIF Animator — бесплатная программа, разработанная Microsoft для создания анимированных GIF-файлов. Программу можно скачать как отдельно, так и получить в составе Microsoft Image Composer и Microsoft FrontPage.тип векторная
Программа позволяет зацикливать анимацию, применять эффекты затемнения и засветки; пользователи могут изменять размер и прозрачность изображений.